# گیرکینه
گیرکینه (به لاتین: Gierkiny) یک روستا در لهستان است که در گمینا سنپوپول واقع شده‌است.